# Kobon-Dreiecke
Kobon-Dreiecke sind Dreiecke, die durch Zeichnen mehrerer Geraden entstehen. Das dazugehörige Kobon-Dreiecke-Problem ist die Frage, wie viele nichtüberlappende Dreiecke {\displaystyle N(k)} sich maximal erzeugen lassen, wenn man {\displaystyle k} Geraden in der Ebene zeichnet. Der Namensgeber Kobon Fujimura, ein japanischer Mathematiklehrer und Rätselautor, veröffentlichte die Aufgabenstellung in seinem 1978 erschienenen Buch „The Tokyo Puzzle“.
Lösungen für die Problemstellung ergeben sich durch die Betrachtung von Geraden in der Projektiven Ebene, wobei aber nur affine Dreiecke gezählt werden.

## Kobon-Zahl
Für bis zu sechs Geraden ist es einfach, durch Ausprobieren Anordnungen zu finden, bei denen möglichst viele Dreiecke entstehen. Während mit drei Geraden nur ein Dreieck gebildet werden kann, sind es für vier, fünf und sechs Geraden maximal 2, 5 bzw. 7.

Aus 3 Geraden lässt sich 1 Dreieck erzeugen.
Aus 4 Geraden lassen sich 2 Dreiecke erzeugen.
Aus 5 Geraden lassen sich 5 Dreiecke erzeugen.
Aus 6 Geraden lassen sich 7 Dreiecke erzeugen.
Aus 7 Geraden lassen sich 11 Dreiecke erzeugen.

Wie viele Dreiecke sich für eine beliebige Anzahl Geraden {\displaystyle k} erzeugen lassen (die sogenannte Kobon-Zahl), ist ein bisher ungelöstes Problem der kombinatorischen Geometrie, dessen Lösung als sehr schwer vermutet wird.

## Obere Schranke
Der folgende Beweis von Saburo Tamura ermöglicht es, für ein gegebenes {\displaystyle k} eine obere Schranke der Kobon-Zahl zu bestimmen. Jede der {\displaystyle k} Geraden schneidet die restlichen {\displaystyle k-1} Linien höchstens einmal. Die {\displaystyle k-1} Schnittpunkte bilden {\displaystyle k-2} Liniensegmente (Zaunpfahlproblem), dadurch hat die Figur insgesamt maximal {\displaystyle k(k-2)} Segmente (im oben gezeigten Beispiel für {\displaystyle k=5} sind beispielsweise {\displaystyle 15} Segmente entstanden). Jedes freistehende Dreieck benötigt nun genau drei dieser Liniensegmente, außer es teilt eine oder mehrere Kanten mit einem weiteren Dreieck (im Beispiel {\displaystyle k=6}). In diesen Fällen müssen sich jedoch für je zwei Dreiecke drei Geraden in einen Punkt schneiden, was die Anzahl der Liniensegmente um drei verringert – mehr als die zwei eingesparten Liniensegmente.
Somit benötigt jedes Dreieck (mindestens) drei Segmente. Dadurch ist
{\displaystyle \lfloor k\left(k-2\right)/3\rfloor }
eine obere Schranke für die maximale Anzahl an nicht-überlappenden Dreiecken aus {\displaystyle k} Geraden.
Die Schranke wird jedoch nicht immer erreicht. So lassen sich mit {\displaystyle 6} Geraden maximal {\displaystyle 7} Dreiecke – ein Dreieck weniger als die obere Schranke – bilden. Dies lässt sich mit weiterführenden Überlegungen erklären, aus welchen die engere obere Schranke
{\displaystyle \lfloor k\left(k-2\right)/3\rfloor -\chi _{\{k|(k\mod 6)\in \{0,2\}\}}(k)}
von Clément und Bader hervorgeht. {\displaystyle \chi } bezeichnet dabei die charakteristische Funktion.

## Rekursives Verfahren
Im Jahr 1998 bewiesen D. Forge and J. L. Ramirez Alfonsin, dass es für unendlich viele Werte {\displaystyle k} Anordnungen gibt, die die obere Schranke von Tamura erreichen. Der Beweis beinhaltet ein rekursives Verfahren, mit dem aus einer perfekten Lösung für {\displaystyle k_{0}} Geraden – d. h. eine Lösung, welche die maximale Anzahl von {\displaystyle \,k(k-2)/3\,} Dreiecken erreicht – weitere perfekte Anordnungen für {\displaystyle k_{n+1}\!=2k_{n}-1\,} Geraden berechnet werden können. 
| {\displaystyle {\boldsymbol {k}}} (Serien stehen jeweils untereinander) | {\displaystyle {\boldsymbol {k}}} (Serien stehen jeweils untereinander) | {\displaystyle {\boldsymbol {k}}} (Serien stehen jeweils untereinander) | {\displaystyle {\boldsymbol {k}}} (Serien stehen jeweils untereinander) | {\displaystyle {\boldsymbol {k}}} (Serien stehen jeweils untereinander) | {\displaystyle {\boldsymbol {k}}} (Serien stehen jeweils untereinander) | {\displaystyle {\boldsymbol {k}}} (Serien stehen jeweils untereinander) | {\displaystyle {\boldsymbol {k}}} (Serien stehen jeweils untereinander) |         | Anzahl der Dreiecke {\displaystyle {\boldsymbol {N(k)}}} | Anzahl der Dreiecke {\displaystyle {\boldsymbol {N(k)}}} | Anzahl der Dreiecke {\displaystyle {\boldsymbol {N(k)}}} | Anzahl der Dreiecke {\displaystyle {\boldsymbol {N(k)}}} | Anzahl der Dreiecke {\displaystyle {\boldsymbol {N(k)}}} | Anzahl der Dreiecke {\displaystyle {\boldsymbol {N(k)}}} | Anzahl der Dreiecke {\displaystyle {\boldsymbol {N(k)}}} | Anzahl der Dreiecke {\displaystyle {\boldsymbol {N(k)}}} |
| ----------------------------------------------------------------------- | ----------------------------------------------------------------------- | ----------------------------------------------------------------------- | ----------------------------------------------------------------------- | ----------------------------------------------------------------------- | ----------------------------------------------------------------------- | ----------------------------------------------------------------------- | ----------------------------------------------------------------------- | ------- | -------------------------------------------------------- | -------------------------------------------------------- | -------------------------------------------------------- | -------------------------------------------------------- | -------------------------------------------------------- | -------------------------------------------------------- | -------------------------------------------------------- | -------------------------------------------------------- |
|                                                                         |                                                                         |                                                                         |                                                                         | 3                                                                       |                                                                         |                                                                         |                                                                         |         |                                                          |                                                          |                                                          | 1                                                        |                                                          |                                                          |                                                          |                                                          |
| 4                                                                       |                                                                         |                                                                         |                                                                         | 5                                                                       |                                                                         |                                                                         |                                                                         | 2       |                                                          |                                                          |                                                          | 5                                                        |                                                          |                                                          |                                                          |                                                          |
| 7                                                                       |                                                                         |                                                                         |                                                                         | 9                                                                       |                                                                         |                                                                         |                                                                         | 11      |                                                          |                                                          |                                                          | 21                                                       |                                                          |                                                          |                                                          |                                                          |
| 13                                                                      |                                                                         | 15                                                                      |                                                                         | 17                                                                      | 19                                                                      | 21                                                                      | 23                                                                      | 47      |                                                          | 65                                                       |                                                          | 85                                                       | 107                                                      | 133                                                      | 161                                                      |                                                          |
| 25                                                                      | 27                                                                      | 29                                                                      | 31                                                                      | 33                                                                      | 37                                                                      | 41                                                                      | 45                                                                      | 191     | 225                                                      | 261                                                      | 299                                                      | 341                                                      | 431                                                      | 533                                                      | 645                                                      |                                                          |
| 49                                                                      | 53                                                                      | 57                                                                      | 61                                                                      | 65                                                                      | 73                                                                      | 81                                                                      | 89                                                                      | 767     | 901                                                      | 1045                                                     | 1199                                                     | 1365                                                     | 1727                                                     | 2133                                                     | 2581                                                     |                                                          |
| 97                                                                      | 105                                                                     | 113                                                                     | 121                                                                     | 129                                                                     | 145                                                                     | 161                                                                     | 177                                                                     | 3071    | 3605                                                     | 4181                                                     | 4799                                                     | 5461                                                     | 6911                                                     | 8533                                                     | 10325                                                    |                                                          |
| 193                                                                     | 209                                                                     | 225                                                                     | 241                                                                     | 257                                                                     | 289                                                                     | 321                                                                     | 353                                                                     | 12287   | 14421                                                    | 16725                                                    | 19199                                                    | 21845                                                    | 27647                                                    | 34133                                                    | 41301                                                    |                                                          |
| 385                                                                     | 417                                                                     | 449                                                                     | 481                                                                     | 513                                                                     | 577                                                                     | 641                                                                     | 705                                                                     | 49151   | 57685                                                    | 66901                                                    | 76799                                                    | 87381                                                    | 110591                                                   | 136533                                                   | 165205                                                   |                                                          |
| 769                                                                     | 833                                                                     | 897                                                                     | 961                                                                     | 1025                                                                    | 1153                                                                    | 1281                                                                    | 1409                                                                    | 196607  | 230741                                                   | 267605                                                   | 307199                                                   | 349525                                                   | 442367                                                   | 546133                                                   | 660821                                                   |                                                          |
| 1537                                                                    | 1665                                                                    | 1793                                                                    | 1921                                                                    | 2049                                                                    | 2305                                                                    | 2561                                                                    | 2817                                                                    | 786431  | 922965                                                   | 1070421                                                  | 1228799                                                  | 1398101                                                  | 1769471                                                  | 2184533                                                  | 2643285                                                  |                                                          |
| 3073                                                                    | 3329                                                                    | 3585                                                                    | 3841                                                                    | 4097                                                                    | 4609                                                                    | 5121                                                                    | 5633                                                                    | 3145727 | 3691861                                                  | 4281685                                                  | 4915199                                                  | 5592405                                                  | 7077887                                                  | 8738133                                                  | 10573141                                                 |                                                          |
| ...                                                                     | ...                                                                     | ...                                                                     | ...                                                                     | ...                                                                     | ...                                                                     | ...                                                                     | ...                                                                     | ...     | ...                                                      | ...                                                      | ...                                                      | ...                                                      | ...                                                      | ...                                                      | ...                                                      |                                                          |

## Bekannte Lösungen
Perfekte Lösungen, also Kobon-Dreiecke, welche die obere Schranke erreichen, sind bekannt für {\displaystyle k=3\ldots 13,\,15\ldots 17,\,19,\,21,\,23,\,25,\,27,\,29,\,31,\,33}.
Die folgende Tabelle zeigt die kleinsten oberen Schranken sowie die besten bekannten Lösungen für {\displaystyle k=3\ldots 33}.
| k                       | 3   | 4   | 5   | 6   | 7   | 8   | 9   | 10  | 11  | 12  |
| ----------------------- | --- | --- | --- | --- | --- | --- | --- | --- | --- | --- |
| obere Schranke für N(k) | 1   | 2   | 5   | 7   | 11  | 15  | 21  | 25  | 32  | 38  |
| beste bekannte Lösung   | 1   | 2   | 5   | 7   | 11  | 15  | 21  | 25  | 32  | 38  |
|                         |     |     |     |     |     |     |     |     |     |     |
| k                       | 13  | 14  | 15  | 16  | 17  | 18  | 19  | 20  | 21  | 22  |
| obere Schranke für N(k) | 47  | 54  | 65  | 72  | 85  | 94  | 107 | 117 | 133 | 144 |
| beste bekannte Lösung   | 47  | 53  | 65  | 72  | 85  | 93  | 107 | 116 | 133 | 143 |
|                         |     |     |     |     |     |     |     |     |     |     |
| k                       | 23  | 24  | 25  | 26  | 27  | 28  | 29  | 30  | 31  | 32  |
| obere Schranke für N(k) | 161 | 173 | 191 | 205 | 225 | 239 | 261 | 276 | 299 | 316 |
| beste bekannte Lösung   | 161 | 172 | 191 | ?   | 225 | ?   | 261 | ?   | 299 | ?   |
|                         |     |     |     |     |     |     |     |     |     |     |
| k                       | 33  |     | 37  |     | 41  |     | 45  |     | 49  |     |
| obere Schranke für N(k) | 341 | 431 | 533 | 645 | 767 |     |     |     |     |     |
| beste bekannte Lösung   | 341 | 431 | 533 | 645 | 767 |     |     |     |     |     |

Größte bekannte perfekte Lösung (85 Dreiecke aus 17 Geraden)
Perfekte Lösung für 19 Geraden, die 107 Dreiecke generieren
Perfekte Lösung für 21 Geraden, die 133 Dreiecke generieren

Die bekannten Kobon-Dreieckszahlen sind fett gedruckt. Sie sind die Folge A006066 in OEIS.
Pavlo Savchuk zeigte 2025, dass mit 11 Geraden höchstens 32 Dreiecke gebildet werden können: {\displaystyle N(11)=32}.